# دييغو رييس
دييجو رييس (بالإسبانية: Diego Antonio Reyes)؛ مواليد 19 سبتمبر 1992 في مدينة مكسيكو، المكسيك، هو لاعب كرة قدم مكسيكي يلعب لنادي بورتو ومنتخب المكسيك لكرة القدم فئة الشباب كمدافع. سبق له أن لعب في كأس العالم لكرة القدم مع منتخب بلاده. فاز بميدالية أوليمبية في مسابقة كرة القدم. بدأ دييجو رييس مسيرته الرياضية عام 2010 مع نادي أمريكا.

## مسيرته الكروية
لعب دييغو رييس خلال مسيرته الاحترافية مع 8 أندية في أربعة عشر موسمًا وسجل خلالها 11 هدفًا ضمن 209 مباراة. ولم يفز بأي موسم بالكأس وفاز في موسمين بالدوري.
خاض دييغو رييس مسيرته مع نادي أمريكا في موسم 2009–10 ليلعب معه أربعة مواسم، مشاركًا في 83 مباراة سجل خلالها 3 أهداف. ثم انتقل إلى نادي بورتو في موسم 2013–14 في المرة الأولى ولمدة موسمين ثم في موسم 2017–18 لمدة موسم واحد، حيث شارك طوالها في 20 مباراة سجل خلالها هدفين. لينتقل بعدها إلى نادي ريال سوسيداد في موسم 2015–16 لمدة موسم واحد، مشاركًا في 27 مباراة سجل خلالها هدفين أيضًا. ثم انتقل إلى نادي إسبانيول في موسم 2016–17 لمدة موسم واحد، مشاركًا في 34 مباراة سجل خلالها هدفًا واحدًا. هذا وانتقل لاحقًا إلى نادي ليغانيس في موسم 2018–19 لمدة موسم واحد، مشاركًا في 6 مباريات ولم يسجل أي هدف. ثم انتقل بعدها إلى نادي تايجرز أونال في موسم 2019–20 لمدة موسم واحد، مشاركًا في 6 مباريات ولم يسجل أي هدف أيضًا.

## روابط خارجية
- دييغو رييس على موقع الاتحاد الدولي (مؤرشف)  (الإنجليزية)
- دييغو رييس على موقع الاتحاد الأوربي (الإنجليزية)
- دييغو رييس على موقع قاعدة بيانات كرة القدم.إي يو (الإنجليزية)
- دييغو رييس على موقع ناشيونال فوتبول تيمز (الإنجليزية)
- دييغو رييس على موقع Soccerbase.com (لاعب) (الإنجليزية)
- دييغو رييس على موقع Soccerway.com (الإنجليزية)
- دييغو رييس على موقع عالم كرة القدم.نت (الإنجليزية)
- دييغو رييس على موقع اللجنة الأولمبية الدولية (الإنجليزية)
- دييغو رييس على موقع أوليمبيديا (الإنجليزية)
- دييغو رييس على موقع AS.com (الإسبانية)